# Мельник, Савва Николаевич
Са́вва Никола́евич Ме́льник (укр. Сава Миколайович Мельник; 18 декабря 1924 — 18 ноября 2010) — специалист по яворовской желобчато-выборной резьбе, народный мастер декоративно-прикладного искусства (1976). Член Национального союза мастеров народного искусства Украины (укр. Національна спілка майстрів народного мистецтва України — НСМНМУ; 1992).

## Биография
Родился 18 декабря 1924 года в селе Вила-Яругские в крестьянской семье. Учился в местной восьмилетней школе сельской молодёжи, после её окончания в 1940 году трудоустроился в колхоз. С 1944 года участвовал в боевых действиях в составе Второго Украинского фронта. Под Будапештом был ранен, получил несколько боевых наград.
После Великой Отечественной войны в 1946—1951 годах учился в Косовском училище прикладного искусства (ныне Косовский институт прикладного и декоративного искусства Львовской национальной академии искусств), стал один из первых учеников Иосифа Станько, который разрабатывал новый вид резьбы — яворовский. После окончания Косовского училища остается в нём работать преподавателем Яворовской школы художественных ремёсел. С этого времени он работает со Станько и вместе с ним разрабатывает новые элементы, мотивы, композиции.
Умер 18 ноября 2010 года за месяц до 86-летия.
Участник областных (с 1953), всеукраинских (с 1955), всесоюзных, зарубежных выставок искусства. Создавал шкатулки, декоративные тарелки (с портретами Т. Шевченко, И. Франко), куманцы, игрушки. Фон изделий — вишневого цвета, в местах розеток и углов использовал чёрную краску. Некоторые работы хранятся в музеях Киева, Львова, Запорожья, Канев (Черкасская область).